# چرپ

شکل‌موج چهچهه خطی؛ یک موج سینوسی که در طول زمان به صورت خطی فرکانس افزایش می‌یابد

چِرپ یا چَهچَهه  (به انگلیسی: chirp) سیگنالی است که در آن، فرکانس با گذشت زمان افزایش می‌یابد (چهچهه-بالارونده) یا کاهش می‌یابد (چهچهه-پایین‌رونده). در برخی منابع، اصطلاح چهچهه به‌جای سیگنال جاروب استفاده می‌شود. معمولاً برای سامانه‌های سونار، رادار، و لیزر و سایر کاربردها، مانند مخابرات طیف گسترده استفاده می‌شود. این نوع سیگنال از نظر بیولوژیکی الهام گرفته شده است و به عنوان یک پدیده به دلیل پراکندگی (وابستگی غیرخطی بین فرکانس و سرعت انتشار مولفه‌های موج) رخ می‌دهد. معمولاً با استفاده از یک فیلتر تطبیق‌شده، که می‌تواند بخشی از کانال انتشار باشد، جبران می‌شود. با این حال، بسته به معیار عملکرد خاص، فنون بهتری هم برای رادار و هم برای مخابرات وجود دارد. از آنجایی که در رادار و فضا مورد استفاده قرار گرفت، برای استانداردهای مخابراتی نیز مورد استفاده قرار گرفت. برای کاربردهای رادار خودرو، معمولاً شکل‌موج مدوله‌شده با فرکانس خطی (LFMW) نامیده می‌شود.

## تعاریف
تعاریف پایه در اینجا به عنوان کمیت‌های فیزیک رایج، موقعیت (فاز)، سرعت (سرعت زاویه‌ای)، شتاب (چرپینگی) ترجمه می‌شوند. اگر شکل‌موج به صورت زیر تعریف شود:
{\displaystyle x(t)=\sin \left(\phi (t)\right)}
سپس فرکانس زاویه‌ای لحظه‌ای، ω، به عنوان نرخ فازی که توسط مشتق اول فاز ارائه می‌شود، تعریف می‌شود، با فرکانس عادی لحظه‌ای، f، نسخه بهنجارشده آن است:
{\displaystyle \omega (t)={\frac {d\phi (t)}{dt}},\,f(t)={\frac {\omega (t)}{2\pi }}}در نهایت، چرپینگی زاویه‌ای لحظه‌ای (به انگلیسی: instantaneous angular chirpyness) (نماد γ) به عنوان مشتق دوم فاز لحظه‌ای یا مشتق اول فرکانس زاویه‌ای لحظه‌ای تعریف می‌شود.
{\displaystyle \gamma (t)={\frac {d^{2}\phi (t)}{dt^{2}}}={\frac {d\omega (t)}{dt}}}
چرپینگی زاویه‌ای دارای واحدهای رادیان بر ثانیه (rad/s۲) است؛ بنابراین، مشابه شتاب زاویه‌ای است.
چرپینگی عادی لحظه‌ای' (نماد c) یک نسخه بهنجارشده است که به عنوان نرخ تغییر فرکانس لحظه‌ای تعریف می‌شود:{\displaystyle c(t)={\frac {\gamma (t)}{2\pi }}={\frac {df(t)}{dt}}}چرپینگی عادی دارای واحدهای مربع وارون ثانیه (s−۲) است؛ بنابراین، مشابه شتاب دورانی است.

## انواع

### خطی

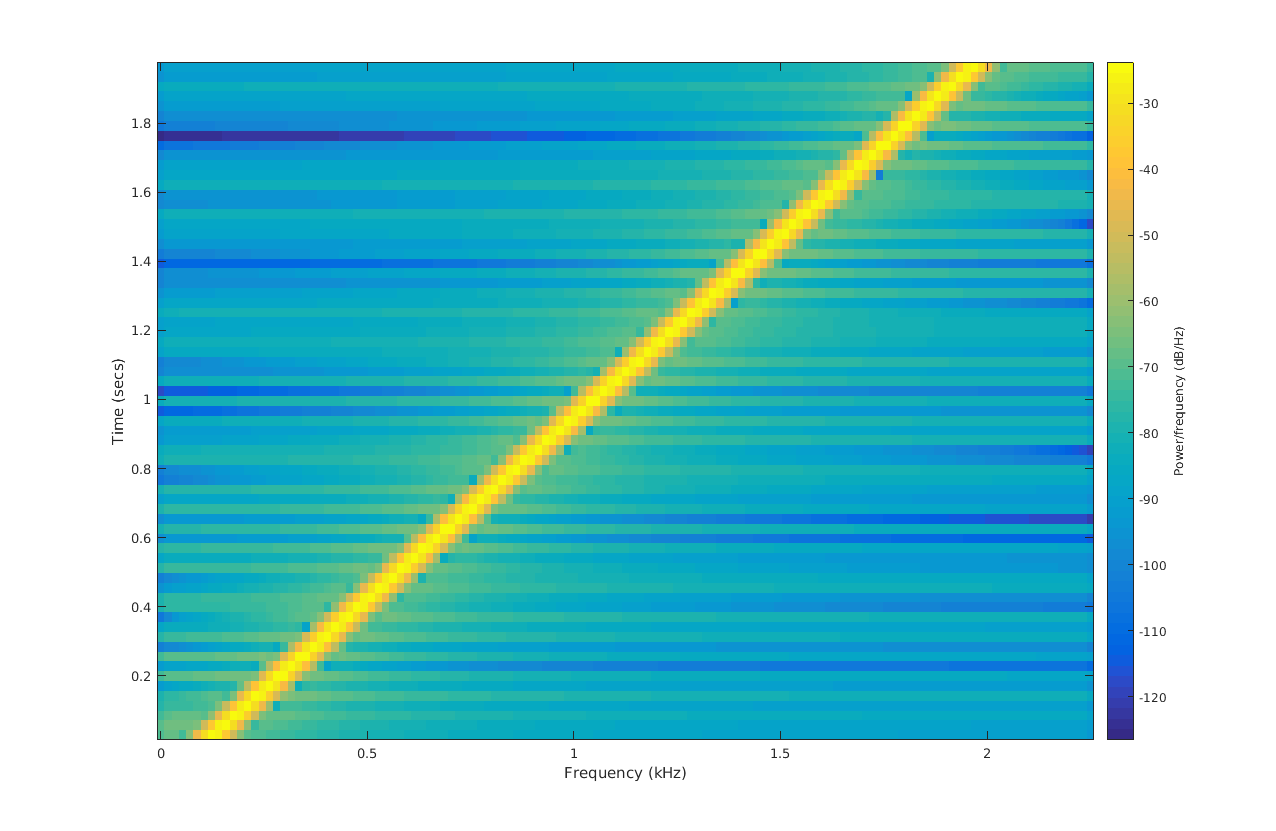
طیف‌نگارهٔ یک چهچهه خطی. نمودار طیف‌نگار نرخ خطی تغییر فرکانس را به صورت تابعی از زمان نشان می‌دهد، در این مورد از ۰ تا ۷ کیلوهرتز، هر ۲٫۳ ثانیه تکرار می‌شود. شدت نمودار متناسب با محتوای انرژی در سیگنال در فرکانس و زمان مشخص شده است.

در یک چهچهه فرکانس خطی یا به سادگی چهچهه خطی، فرکانس لحظه‌ای {\displaystyle f(t)} دقیقاً به صورت خطی با زمان تغییر می‌کند:
{\displaystyle f(t)=ct+f_{0},}
در اینجا {\displaystyle f_{0}} فرکانس شروع (در زمان {\displaystyle t=0}) و {\displaystyle c} نرخ چهچهه، ثابت فرض شده است:{\displaystyle c={\frac {f_{1}-f_{0}}{T}}={\frac {\Delta f}{\Delta t}}.}اینجا، {\displaystyle f_{1}} فرکانس نهایی است و {\displaystyle T} زمان لازم برای جاروب کردن از {\displaystyle f_{0}} به {\displaystyle f_{1}} است.
تابع حوزه-زمان متناظر برای فاز هر سیگنال نوسانی، انتگرال تابع فرکانس است، زیرا انتظار می‌رود فاز مانند {\displaystyle \phi (t+\Delta t)\simeq \phi (t)+2\pi f(t)\,\Delta t} رشد کند؛ یعنی مشتق فاز فرکانس زاویه‌ای {\displaystyle \phi '(t)=2\pi \,f(t)} است.
برای چهچهه خطی، این نتیجه به شرح زیر است:{\displaystyle {\begin{aligned}\phi (t)&=\phi _{0}+2\pi \int _{0}^{t}f(\tau )\,d\tau \\&=\phi _{0}+2\pi \int _{0}^{t}\left(c\tau +f_{0}\right)\,d\tau \\&=\phi _{0}+2\pi \left({\frac {c}{2}}t^{2}+f_{0}t\right),\end{aligned}}}در اینجا {\displaystyle \phi _{0}} فاز اولیه (در زمان {\displaystyle t=0}) است؛ بنابراین به این سیگنال فاز درجه‌دوم نیز می‌گویند.

تابع حوزه زمان متناظر برای یک چهچهه خطی سینوسی، سینوسِ فاز برحسب رادیان است:{\displaystyle x(t)=\sin \left[\phi _{0}+2\pi \left({\frac {c}{2}}t^{2}+f_{0}t\right)\right]}

### نمایی

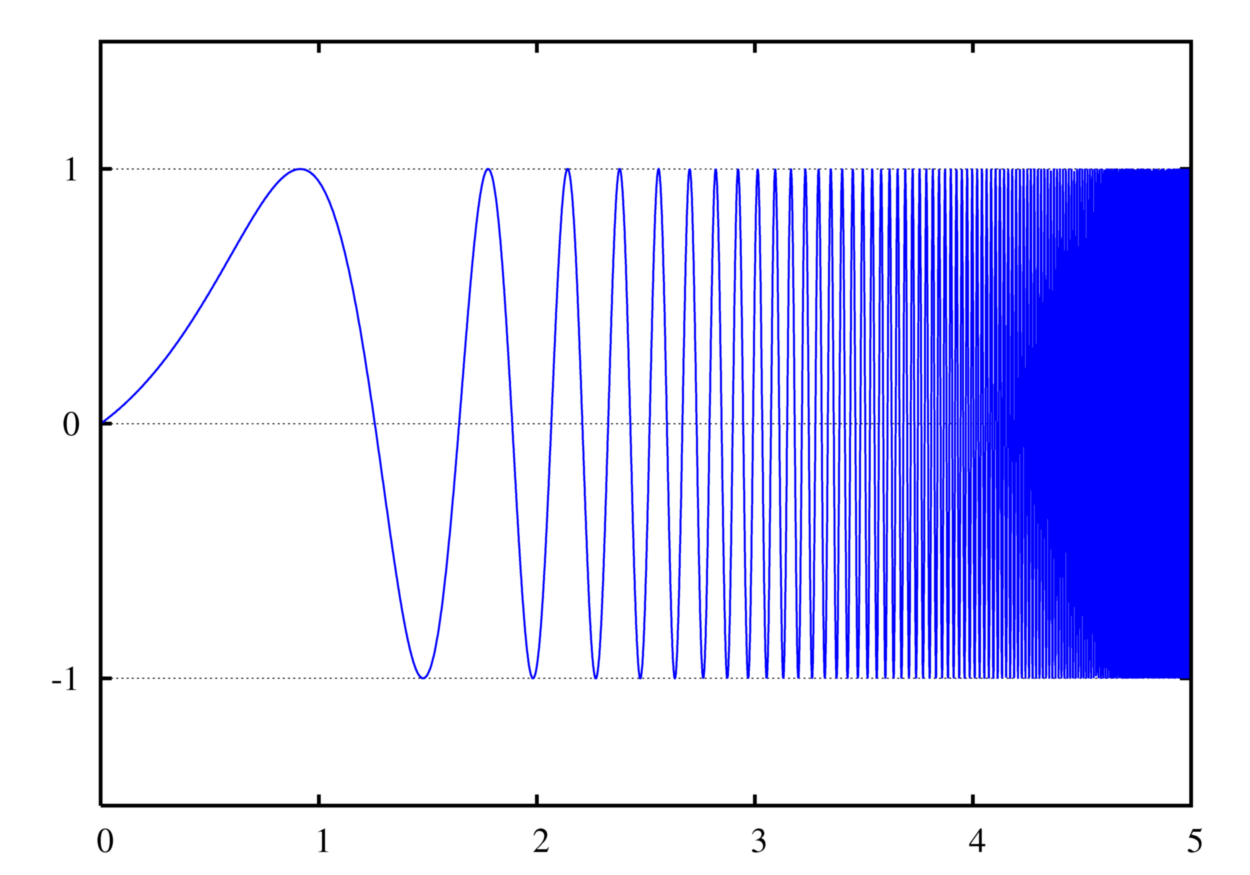
شکل‌موج چهچهه نمایی. یک موج سینوسی که در طول زمان به صورت تصاعدی فرکانس افزایش می‌یابد

در یک چهچهه هندسی، که به آن چهچهه نمایی نیز می‌گویند، فرکانس سیگنال با یک رابطه هندسی در طول زمان تغییر می‌کند. به عبارت دیگر، اگر دو نقطه در شکل‌موج انتخاب شود، {\displaystyle t_{1}} و {\displaystyle t_{2}} ، و فاصله زمانی بین آنها {\displaystyle T=t_{2}-t_{1}} ثابت نگه داشته شده، نسبت فرکانس {\displaystyle f\left(t_{2}\right)/f\left(t_{1}\right)} نیز ثابت خواهد بود.
در یک چهچهه نمایی، فرکانس سیگنال به صورت نمایی بر حسب زمان تغییر می‌کند:{\displaystyle f(t)=f_{0}k^{\frac {t}{T}}}در اینجا {\displaystyle f_{0}} فرکانس شروع (در {\displaystyle t=0}) و {\displaystyle k} نرخ تغییر نمایی فرکانس است. برخلاف چهچهه خطی که دارای چرپینگی ثابت است، چهچهه نمایی دارای نرخ فرکانس افزایشی نمایی است.{\displaystyle k=\left({\frac {f_{1}}{f_{0}}}\right)^{\frac {T}{t}}}تابع حوزه زمان متناظر برای فاز یک چهچهه نمایی، انتگرال فرکانس است:{\displaystyle {\begin{aligned}\phi (t)&=\phi _{0}+2\pi \int _{0}^{t}f(\tau )\,d\tau \\&=\phi _{0}+2\pi f_{0}\int _{0}^{t}k^{\frac {\tau }{T}}d\tau \\&=\phi _{0}+2\pi f_{0}\left({\frac {k^{\frac {t}{T}}-1}{\ln(k)}}\right)\end{aligned}}}اینجا {\displaystyle \phi _{0}} فاز اولیه ا (در {\displaystyle t=0}) ست.
تابع حوزه زمان متناظر برای یک چهچهه نمایی سینوسی، سینوس فاز برحسب رادیان است:{\displaystyle x(t)=\sin \left[\phi _{0}+2\pi f_{0}\left({\frac {k^{\frac {t}{T}}-1}{\ln(k)}}\right)\right]}همان‌طور که برای چهچهه خطی بود، فرکانس لحظه‌ای چهچهه نمایی از فرکانس اساسی {\displaystyle f(t)=f_{0}k^{\frac {t}{T}}} همراه با هارمونیک‌های اضافی تشکیل شده است. 

### هذلولی
چهچهه‌های هذلولی در کاربردهای رادار استفاده می‌شود، زیرا حداکثر پاسخ فیلتر تطبیق‌شده را پس از اعوجاج توسط اثر داپلر نشان می‌دهند.
در یک چهچهه هذلولی، فرکانس سیگنال به صورت هذلولی برحسب زمان تغییر می‌کند:{\displaystyle f(t)={\frac {f_{0}f_{1}T}{(f_{0}-f_{1})t+f_{1}T}}}تابع حوزه زمان متناظر برای فاز یک چهچهه هذلولی، انتگرال فرکانس است:{\displaystyle {\begin{aligned}\phi (t)&=\phi _{0}+2\pi \int _{0}^{t}f(\tau )\,d\tau \\&=\phi _{0}+2\pi {\frac {-f_{0}f_{1}T}{f_{1}-f_{0}}}\ln \left(1-{\frac {f_{1}-f_{0}}{f_{1}T}}t\right)\end{aligned}}}دراینجا {\displaystyle \phi _{0}} فاز اولیه (در {\displaystyle t=0}) است.
تابع حوزه زمانی متناظر برای یک چهچهه هذلولی سینوسی، سینوس فاز برحسب رادیان است:{\displaystyle x(t)=\sin \left[\phi _{0}+2\pi {\frac {-f_{0}f_{1}T}{f_{1}-f_{0}}}\ln \left(1-{\frac {f_{1}-f_{0}}{f_{1}T}}t\right)\right]}

## تولید
یک سیگنال چهچهه را می‌توان با مدار آنالوگ از طریق یک نوسان‌ساز کنترل‌شده با ولتاژ (VCO) و یک ولتاژ کنترلی به صورت خطی یا نمایی تولید کرد. همچنین می‌توان آن را به صورت دیجیتالی توسط یک پردازنده سیگنال دیجیتال (DSP) و مبدل دیجیتال به آنالوگ (DAC)، با استفاده از یک ترکیب‌کننده دیجیتالی مستقیم (DDS) و با تغییر گام در نوسانگر عددی کنترل‌شده تولید کرد. همچنین می‌تواند توسط یک نوسانگر YIG تولید شود.
تغییر در فرکانس کد مورس از فرکانس مورد نظر، به دلیل پایداری ضعیف در نوسانگر RF، به عنوان چهچهه شناخته می‌شود، و در سامانه آراس‌تی یک حرف ضمیمه C داده می‌شود.